# Fonología
La fonología es la rama de la lingüística que estudia el sistema de los sonidos de la lengua en general, y de cada lengua en particular, incluyendo las sílabas, la entonación, la acentuación, etc., a un nivel abstracto o mental. La fonología se complementa por lo tanto con la fonética, que estudia los sonidos del habla en sí mismos, desde los puntos de vista acústico, articulatorio y perceptivo, y de manera menos dependiente de cada lengua en particular.
La fonología describe una parte de una lengua oral, el llamado nivel fonológico, que se completa con los niveles morfológico (estructura interna de las palabras), sintáctico (interacción entre palabras para formar frases) y semántico o léxico (significados).
El número de sonidos articulatoriamente diferentes de una lengua puede ser muy elevado. Así por ejemplo una /s/ puede tener mayor grado o menor grado de sonoridad según aparezca ante sorda o sonora, como sucede en español en el par esperar - esmerar(se); igualmente una /k/ se articula generando una oclusión más adelante o más atrás en la cavidad oral según la vocal siguiente, como sucede en el par quiero - cucurucho. Esas diferencias sutiles, aunque medibles empíricamente, generalmente son irrelevantes en este nivel de estudio, ya que son articulaciones secundarias automáticas y no permiten distinguir unas palabras de otras, son por lo tanto terreno de la fonética más que de la fonología.
Así, aunque la diferencia entre el sonido /k/ de quitar [k̟iˈtaɾ] y el sonido /k/ de catar [k̠aˈtaɾ] no es relevante, sí lo son otras diferencias como la /p/ de pitar y la /k/ de quitar. En el primer caso, donde la diferencia es irrelevante para la diferenciación, se dice que es alofónica, mientras que en el segundo caso es relevante y se dice que es fonémica. Los lingüistas usan los corchetes [ ] para representar con diferente grado de detalle las transcripciones fonéticas (alofónicas) de los sonidos, mientras que se usan las barras / / para representar la transcripción fonémica. En una transcripción fonética se usan signos concretos para cada diferencia medible, mientras que en una transcripción fonémica sólo tienen signos diferentes los sonidos que son fonológicamente contrastivos (y por tanto susceptibles de llevar a diferencias de significado).

## Inventario fonológico
Se denominan pares mínimos a aquellas palabras que significan cosas distintas pero difieren la una de la otra tan solo en un sonido. Por ejemplo "casa" y "tasa". La existencia de pares mínimos es un principio general para identificar el inventario fonológico de una lengua. En su forma fuerte «si existen dos pares mínimos que difieren en un sonido segmental, implica que esos dos sonidos segmentales son realizaciones de fonemas diferentes». Este principio es criticable y puede ser substituido en su forma débil «si existen dos pares mínimos que difieren en un sonido segmental, implica que esos las representaciones subyacentes en fonemas deben diferentes» (pudiendo diferir ambas en más de un fonema, por ejemplo en ruso la versión fuerte llevaría a un inventario fonológico muy grande muy superior al tamaño del alfabeto, mientras que el segundo permite introducir un fonema palatalizador abstracto y a un inventario fonológico de tamaño similar al alfabeto).

## Sistema fonológico
El sistema fonológico de una lengua está formado por un inventario de fonemas y un conjunto de reglas de aplicación automática que da la pronunciación de cada cadena admisible de fonemas. Debe tenerse presente que el sistema fonológico puede admitir diversas representaciones, un inventario pequeño con más reglas, o un inventario más grande con menos reglas (véase por ejemplo los diferentes análisis para las vocales del inglés). En el enfoque generativista, un sistema fonológico se puede representar por un par:

{\displaystyle {\mathcal {F}}=(F,{\mathcal {R}})}

Donde:
{\displaystyle F\,} designa al conjunto de fonemas o inventario fonológico.
{\displaystyle {\mathcal {R}}} representa el conjunto de reglas que permiten derivar la pronunciación fonética de una palabra a partir de la forma fonémica de una expresión (de hecho, las reglas formalmente aplican secuencias finitas del inventario fonológico en formas fonéticas).
Por ejemplo, la palabra del español /DeDo/ , con la aplicación de las reglas pasa a ser: [deðo] (donde la primera /D/ se articula como oclusiva [d] y la segunda como aproximante [ð]). La fonología, vista según el enfoque formal del generativismo, es el estudio de los sistemas fonológicos.
Otro hecho que debe tenerse en cuenta es que los mismos sonidos segmentales pueden estar asignados a fonemas diferentes. Así, los alófonos [p] y [b] son unidades contrastantes en español (vaso / paso), pero no en chino mandarín. Por eso, en español se consideran fonemas diferentes, pero en chino mandarín, que usa oposiciones de aspiración más que de sonoridad entre las consonantes labiales, solo son dos realizaciones posibles del mismo fonema labial no aspirado.[cita requerida]

## Descripción de los fonemas
Un fonema no es un sonido sino un constructo mental. Cada fonema es una clase de equivalencia de sonidos, caracterizada por una especificación incompleta de rasgos fonéticos (acústicos y articulatorios). La pronunciación concreta de un fonema dependerá de la posición en la palabra o contexto fonético, que determinará los otros rasgos fonéticos relevantes, para poseer una especificación articulatoria completa. Así, en español tenemos un fonema /b/ que tiene rasgo consonántico, no nasal, labial y sonoro y puede pronunciarse como oclusiva [b] a principio de palabra, o como aproximante [β̞] entre vocales, pero del fonema mismo /b/ no podemos decir que sea oclusivo o aproximante. Es, por tanto, un fonema subespecificado respecto a los rasgos. En todas las lenguas, la mayoría de los fonemas están subespecificados. Algunos de los rasgos fonéticos importantes para distinguir fonemas son:
- Consonanticidad: en español, las vocales tienen el rasgo [- cons].
- Silabicidad: cualquier fonema que actúa como núcleo silábico es [+ silab].
- Sonoranticidad: las vocales y las consonantes no obstruyentes tienen rasgo [+ son].
- Sonoridad y aspiración: cuando el sonido produce una cierta vibración en las cuerdas vocales, este sonido es sonoro; sin embargo, cuando esta vibración no se produce, el sonido resultante es áfono. Las lenguas romances presentan contrastes de sonoridad, pero no lo presentan por ejemplo el chino mandarín y muchas lenguas autóctonas de América.
- Modo de articulación: los principales modos de articulación dividen a los sonidos consonánticos en oclusivas, fricativas, aproximantes y africadas.
- Punto o lugar de articulación: la lista de puntos de articulación consonánticos usados en las lenguas naturales conocidas incluyen los puntos de articulación primarios, que son: consonante labial, coronal, palatal, velar, uvular,  faríngeo y glotal. Cada uno de estos puntos primarios distingue varias articulaciones secundarias, especialmente las tres primeras categorías.

## Sistemas de transcripción fonética y fonológica
El sistema más comúnmente usado en la transcripción fonética es el propuesto por la Asociación Internacional de Fonética (AFI) que creó en 1886 un Alfabeto Fonético Internacional, en el cual estandarizaron símbolos gráficos mediante los que poder describir la pronunciación de cualquier lengua humana, y para el que se han ido proponiendo mejoras y modificaciones sucesivas. Dicho sistema consta de un conjunto básico de unas decenas de signos, complementados mediante signos diacríticos que dan lugar a una gran variedad de combinaciones posibles, capaces de representar gran número de sutilezas articulatorias.
Otro sistema interesante es el Speech Assessment Methods Phonetic Alphabet (SAMPA) que es un alfabeto fonético legible por ordenador. 
Sin embargo, en la fonología al ser un nivel de representación de las lenguas más abstracto que las lenguas se vienen usando sistemas de transcripción más variados. De hecho podríamos representar los fonemas de una lengua por números, símbolos abstractos o cualquier sistema finito de grafemas, aunque en el uso práctico tienden a tomarse símbolos similares a los usados para la transcripción fonética. 

## Lenguas de señas
En las lenguas de señas, el componente fonológico abstracto suele recibir el nombre de querología. Si bien en esas lenguas no existen rasgos fonéticos propiamente dichos, las configuraciones y movimientos de las partes del cuerpo admiten análisis abstractos similares a los usados en la fonología de las lenguas orales. Una característica interesante es que en estas lenguas existen fenómenos similares a la asimilación lingüística. Igualmente se ha comprobado que los niños sordos registran una base de gestualización análoga al balbuceo de las lenguas orales.